# Koorgalli
Koorgalli là một thị trấn thuộc taluk Mysore, huyện Mysore, bang Karnataka, Ấn Độ.